# سورة الجاثية
سورة الجاثية سورة مكية إلا الآية 14 التي قيل إنها مدنية، والجاثية أحد أسماء يوم القيامة في الإسلام، السورة من المثاني، آياتها 37، وترتيبها في المصحف 45، في الجزء الخامس والعشرين، بدأت بحروف مقطعة، وهي من مجموعة سور «الحواميم» التي تبدأ ﴿حم ۝١﴾ [الجاثية:1]، نزلت بعد سورة الدخان.

## أسماؤها
سُمّيت الجاثية، لأن هذه الكلمة ذُكرت في الآية الثامنة والعشرين ﴿وترى كلّ أمة جاثيةً﴾ [الجاثية:28]، أي ترى يوم القيامة كل الأمم باركين على ركبهم. للسورة اسم ثان أقل شيوعاً هو «الشريعة»، وهي كلمة مذكورة في الآية الثامنة عشرة ﴿ثم جعلناك على شريعة من الأمر فاتبعها﴾ [الجاثية:18]، ومعنى الشريعة هنا الطريقة والمنهاج، ثم أصبح معنى الشريعة في غير القرآن هو القانون الإسلامي، ولم تُذكر كلمة الشريعة في القرآن إلا في هذه الآية، وللسورة اسم ثالث قليل الشيوع، هو «الدهر»، وهي كلمة مذكورة في السورة نفسها في الآية الرابعة والعشرين حكاية عن قول غير المؤمنين من أهل مكة ﴿وَمَا يُهْلِكُنَا إِلَّا الدَّهْرُ﴾ [الجاثية:24]، والدهر هو مرور الزمان، وقد أُمِرَ المؤمنون بأن لا يوافقوا غيرهم في الاعتقاد بأن الدهر هو سبب موتهم، وحُرم على المؤمنين أن يسبّوا الدهر.

## أسباب النزول
1. أسباب نزول الآية (23): عن سعيد بن جبير قال: كانت قريش تعبد الحجر حينا من الدهر فإذا وجدوا ما هو أحسن منه طرحوا الأول وعبدوا الآخر فأنزل الله الآية. أخرجه النسائي.
2. أسباب نزول الآية (24): عن أبي هريرة قال: كان أهل الجاهلية يقولون إنما يهلكنا الليل والنهار. فأنزل الله الآية. أخرجه ابن جرير وابن أبي حاتم.[3]

## ما تتضمنه السورة
هي لأحد أجزاء القرآن الكريم، هذه السورة المكية تصور جانباً من استقبال المشركين للدعوة الإسلامية وطريقتهم في مواجهة ححجها وآياتها، وتعنتهم في مواجهة حقائقها وقضاياها واتباعهم للهوى اتباعاً كاملاً في غير ما تحرج من حق واضح أو برهان ذي سلطان. كذلك يصور كيف كان القرآن يعالج قلوبهم الجامحة الشاردة مع الهوى. وهو يواجهها بآيات الله القاطعة العميقة التأثير والدلالة، ويذكرهم عذابه. ويصور لهم ثوابه، ويقرر لهم سننه، ويعرفهم بنواميسه الماضية في هذا الوجود.
ومن خلال آيات السورة نرى فريقاً من الناس مصراً على الضلالة، مكابراً في الحق شديد العناد ترسمه الآيات وتواجهه بما يستحقه من التهديد بعذاب الله الأليم العظيم: ﴿وَيْلٌ لِكُلِّ أَفَّاكٍ أَثِيمٍ ۝٧ يَسْمَعُ آيَاتِ اللَّهِ تُتْلَى عَلَيْهِ ثُمَّ يُصِرُّ مُسْتَكْبِرًا كَأَنْ لَمْ يَسْمَعْهَا فَبَشِّرْهُ بِعَذَابٍ أَلِيمٍ ۝٨﴾ [الجاثية:7–8].
وترى جماعة من الناس، ربما كانوا من أهل الكتاب سيئي التقدير، لايقيمون وزناً لحقيقة الإيمان الخالصة ولايحسون بفارق بينهم وهم يعملون السيئات وبين المؤمنين الذين يعملون الصالحات والقرآن يشعرهم بأن هناك فارقاً في ميزان الله بين الفريقين ويصور سوء حكمهم وسوء تصورهم للأمور: ﴿أَمْ حَسِبَ الَّذِينَ اجْتَرَحُوا السَّيِّئَاتِ أَنْ نَجْعَلَهُمْ كَالَّذِينَ آمَنُوا وَعَمِلُوا الصَّالِحَاتِ سَوَاءً مَحْيَاهُمْ وَمَمَاتُهُمْ سَاءَ مَا يَحْكُمُونَ ۝٢١﴾ [الجاثية:21].
ونرى فريقاً من الناس لا يعرف حكماً يرجع إليه إلا هواه، فهو إلهه الذي يتعبده، ونرى فريقاً من الناس مصوراً تصويراً فذاً في هذه الآية، وهو يعجب من أمره ويشهر بغفلته وعماه ﴿أَفَرَأَيْتَ مَنِ اتَّخَذَ إِلَهَهُ هَوَاهُ وَأَضَلَّهُ اللَّهُ عَلَى عِلْمٍ وَخَتَمَ عَلَى سَمْعِهِ وَقَلْبِهِ وَجَعَلَ عَلَى بَصَرِهِ غِشَاوَةً فَمَنْ يَهْدِيهِ مِنْ بَعْدِ اللَّهِ أَفَلَا تَذَكَّرُونَ ۝٢٣﴾ [الجاثية:23].
وترى فريقاً من الناس ينكر أمر الآخرة، ويشك في قضية البعث والحساب، ويتعنت في الإنكار وفي طلب البرهان بما لاسبيل إليه في هذه الأرض. والقرآن يوجه هذا الفريق إلى الدلائل الفائمة الحاضرة على صدق هذه القضية، وهم عنها معرضون: ﴿قالوا ائتوا بآبائنا إن كنتم صادقين﴾ [الجاثية:25] ﴿قُلِ اللَّهُ يُحْيِيكُمْ ثُمَّ يُمِيتُكُمْ ثُمَّ يَجْمَعُكُمْ إِلَى يَوْمِ الْقِيَامَةِ لَا رَيْبَ فِيهِ وَلَكِنَّ أَكْثَرَ النَّاسِ لَا يَعْلَمُونَ ۝٢٦﴾ [الجاثية:26].
وقد واجهه القرآن هؤلاء الناس بصفاتهم تلك وتصرفاتهم وتحدث عنهم في هذه السورة...كذلك واجههم بآيات الله في الآفاق وفي أنفسهم، وحذرهم حساب يوم القيامة وبصرهم بما جرى لمن قبلهم ممن انحرفوا عن دين الله القويم.
واجههم بآيات الله في أسلوب بسيط مؤثر عميق: ﴿إِنَّ فِي السَّمَاوَاتِ وَالْأَرْضِ لَآيَاتٍ لِلْمُؤْمِنِينَ ۝٣ وَفِي خَلْقِكُمْ وَمَا يَبُثُّ مِنْ دَابَّةٍ آيَاتٌ لِقَوْمٍ يُوقِنُونَ ۝٤ وَاخْتِلَافِ اللَّيْلِ وَالنَّهَارِ وَمَا أَنْزَلَ اللَّهُ مِنَ السَّمَاءِ مِنْ رِزْقٍ فَأَحْيَا بِهِ الْأَرْضَ بَعْدَ مَوْتِهَا وَتَصْرِيفِ الرِّيَاحِ آيَاتٌ لِقَوْمٍ يَعْقِلُونَ ۝٥ تِلْكَ آيَاتُ اللَّهِ نَتْلُوهَا عَلَيْكَ بِالْحَقِّ فَبِأَيِّ حَدِيثٍ بَعْدَ اللَّهِ وَآيَاتِهِ يُؤْمِنُونَ ۝٦﴾ [الجاثية:3–6].
وواجههم مرة أخرى في صورة نعم من أنعم الله عليهم يغفلون عن تذكرها وتدبرها: ﴿اللَّهُ الَّذِي سَخَّرَ لَكُمُ الْبَحْرَ لِتَجْرِيَ الْفُلْكُ فِيهِ بِأَمْرِهِ وَلِتَبْتَغُوا مِنْ فَضْلِهِ وَلَعَلَّكُمْ تَشْكُرُونَ ۝١٢ وَسَخَّرَ لَكُمْ مَا فِي السَّمَاوَاتِ وَمَا فِي الْأَرْضِ جَمِيعًا مِنْهُ إِنَّ فِي ذَلِكَ لَآيَاتٍ لِقَوْمٍ يَتَفَكَّرُونَ ۝١٣﴾ [الجاثية:12–13].
كذلك يواجههم بحالهم يوم القيامة الذي ينكرونه: ﴿ويوم تقوم الساعة يومئذ يخسر المبطلون﴾ [الجاثية:27].
كذلك لم يدع أي شك في عدالة الجزاء وفردية التبعية، فبين أن هذا الأصل في تكوين الوجود كله، وعليه يقوم هذا الوجود: ﴿مَنْ عَمِلَ صَالِحًا فَلِنَفْسِهِ وَمَنْ أَسَاءَ فَعَلَيْهَا ثُمَّ إِلَى رَبِّكُمْ تُرْجَعُونَ ۝١٥﴾ [الجاثية:15].
ويرد على من يحسبون وهم يجترحون السيئات أنهم عند الله كالمؤمنين الذين يعملون الصالحات: ﴿وَخَلَقَ اللَّهُ السَّمَاوَاتِ وَالْأَرْضَ بِالْحَقِّ وَلِتُجْزَى كُلُّ نَفْسٍ بِمَا كَسَبَتْ وَهُمْ لَا يُظْلَمُونَ ۝٢٢﴾ [الجاثية:22].
والسورة كلها وحدة في موضوعها، وتبدأ بالاحرف: (حا. ميم) إشارة إلى القرآن الكريم. ويسير سياق السورة في عرض موضوعها في يسر وإيضاح هادئ. وبيان دقيق عميق، يأخد القلوب تارة باللمس الناعم الرقيق، وتارة بالقرع والطرق، وتارة بالبيان الهادئ الرقيق حسب تنوع حالاتها ومواقفها. وهو اللطيف الخبير ﴿وهو العزيز الحكيم﴾ [الجاثية:37].